# دافيد بوتا
دافيد بوتا (1 يوليو 1988 بويندهوك في ناميبيا - ) (بالإنجليزية: Dawid Botha)‏ هو لاعب كريكت ناميبي. شارك مع منتخب ناميبيا الوطني للكريكت.